# Roze geelplaatrussula
De roze geelplaatrussula (Russula decipiens) is een schimmel behorend tot de familie Russulaceae. Hij vormt mycorrhiza met eiken (Quercus) en Fagus. De schimmel geeft de voorkeur aan neutrale tot alkalische, voedselrijke, zandige tot leembodems boven kalk, alkalirijke silicaten en mergel. De vruchtlichamen verschijnen van de vroege zomer tot de vroege herfst.

## Kenmerken

### Uiterlijke kenmerken
Hoed
De hoed heeft een diameter van 5 tot 10 (–12) cm. De vorm is eerst bol, maar wordt al snel platter. De rand is lange tijd gebogen en wordt licht gegroefd na verloop van tijd. De hoedhuid is glad en glanzend en gedeeltelijk over de lamellen getrokken. Het kan worden afgepeld en is vaak fijn gerimpeld bij ouderdom.
Lamellen
De volgroeide lamellen zijn erg breed en broos. Ze zijn min of meer gevorkt, bijna bolvormig en stomp. Ze zijn geel van kleur als ze jong zijn en oranje als ze rijp zijn.
Steel
De aanvankelijk witte steel is (3-)6-8(-10) cm lang en 1,5-2,5 cm breed. Hij is bijna cilindrisch of licht knotsvormig en wordt met de jaren hol. Hij wordt vaak met bloem bestoven en anders fijn gerimpeld. Hij wordt steeds bruiner van kleur en kan vanaf de basis een beetje grijs worden.
Geur en smaak
Het stevige vruchtvlees is vies witachtig en bijna grijsachtig in het merg. Het heeft geen of slechts een vage, fruitige geur die een beetje doet denken aan de kersenrode roodbruine russula. De smaak is matig scherp. Het vruchtvlees wordt roze-oranje met ijzersulfaat en roodbruin met fenol. Het reageert ook intensief met guaiac.
Sporenprint
De sporenprint is dooiergeel (IVd-e volgens Romagnesi).

### Microscopische kenmerken
De sporen zijn 8 tot 10 µm lang en 7 tot 8 µm breed en bedekt met wratten, die vaak in kettingachtige rijen staan en plaatselijk geribbeld aan elkaar verbonden zijn. De cystidia zijn tot 100(-130) µm breed en 10-15(-20) µm lang. Ze zijn spilvormig tot bolvormig, min of meer aangehecht of taps toelopend.
De gevlekte pileocystidia zijn tot 100 (-150) µm lang en 10 tot 13 µm breed. Ze zijn niet of gesepteerd. De 3-2 (-1) µm brede hyfen-eindcellen zijn langwerpig, kronkelig of zelden clavaat.

## Verspreiding
De roze geelplaatrussula komt veel voor in Noord-Azië (Rusland en het Verre Oosten), Noord-Afrika (Marokko) en Europa. In Europa wordt loopt het verspreidingsgebied vanuit Spanje in het zuiden, via Frankrijk Benelux naar Groot-Brittannië in het westen en naar Zuid-Scandinavië in het noorden. In Finland komt hij alleen voor in Åland.
Hij komt in Nederland matig algemeen voor.